# Kejadian (Wonosobo)
Kejadian is een bestuurslaag in het regentschap Tanggamus van de provincie Lampung, Indonesië. Kejadian telt 734 inwoners (volkstelling 2010).